# Coppa Sabatini 1987
La Coppa Sabatini 1987, trentacinquesima edizione della corsa, si svolse il 7 ottobre 1987 su un percorso di 226 km. La vittoria fu appannaggio dell'italiano Gianni Bugno, che completò il percorso in 5h52'00", precedendo i connazionali Pierino Gavazzi e Walter Magnago.

## Ordine d'arrivo (Top 10)
| Pos. | Corridore         | Squadra                | Tempo    |
| ---- | ----------------- | ---------------------- | -------- |
| 1    | Gianni Bugno      | Atala-Ofmega           | 5h52'00" |
| 2    | Pierino Gavazzi   | Remac                  | a 0'28"  |
| 3    | Walter Magnago    | Carrera Jeans-Vagabond | s.t.     |
| 4    | Kim Andersen      | Toshiba-La Vie Claire  | a 0'35"  |
| 5    | Rolf Sørensen     | Remac                  | a 0'40"  |
| 6    | Fabrizio Vannucci | Selca                  | a 0'54"  |
| 7    | Ennio Salvador    | Gis Gelati-Jolly       | s.t.     |
| 8    | Luc Leblanc       | Toshiba-La Vie Claire  | s.t.     |
| 9    | Marino Lejarreta  | Caja Rural-Orbea       | s.t.     |
| 10   | Leo Schönenberger | Fibok-Müller-Sidermec  | s.t.     |